# Госпођа Минивер (филм)
Госпођа Минивер (енгл. Mrs. Miniver) је амерички љубавни ратни драмски филм из 1942. године, режисера Вилијама Вајлера са Грир Гарсон у насловној улози. Инспирисан истоименим романом Џан Страдер, филм показује како је Други светски рат утицао на живот скромне британске домаћице и њене породице у руралној Енглеској. Остале улоге у филму играју Волтер Пиџон, Тереза Рајт, Меј Вити, Реџиналд Овен, Хенри Траверс, Ричард Неј и Хенри Вилкоксон.
Остварио је критички и комерцијални успех; био је најуспешнији филм по заради 1942. године, и освојио је шест Оскар, између осталог и оне за најбољи филм, најбољу главну женску улогу, најбољу споредну женску улогу и најбољу режију. По критикама и коментарима многих критичара, познаваоца филма и историје и „под утицајем америчке канцеларије за ратне информације, филм је покушао да сруши представу предратне Енглеске као гламурозног бедема социјалних привилегија, анахронистичких навика и снобства, и промени је у приказ демократске, модерне слике. Појавом овог филма, социјални статус породице Минивер је деградиран у односу на онај који је уживао у писаним верзијама, те је повећана пажња усмерена на ерозију класних баријера, која је покренута под притиском ратних збивања.”
Године 1950. снимљен је наставак под називом The Miniver Story.

## Радња
Кеј Минивер живи удобним животом у Беламу, фиктивном селу изван Лондона. Њен одани супруг Клем је успешан архитекта. Имају троје деце: Вина, студента на Оксфорду, Тобија и Џуди.
Док се Други светски рат назире, Вин се враћа са колеџа и упознаје Керол Белдон, унуку леди Белдон. Упркос почетним неслагањима — углавном супротстављајућег Виновог идеалистичког става према класним разликама са Керолиним практичним алтруизмом — они се заљубљују. Како се рат приближава кући, Вин осећа да мора да „изврши своју обавезу” и пријављује се у Краљевско ратно ваздухопловство, као пилот борбеног авиона. Додељен је у базу близу родитељске куће и може да сигнализира родитељима свој безбедан повратак током лета изнад куће. Вин запроси Керол на породичној вечери, након што га је млађи брат наговорио да то уради на мање романтичан, али искренији начин него што је замишљао.
Заједно са другим власницима бродића, Клем се добровољно јавља да помоћу свог моторног чамца Старлинг помогне у евакуацији из Денкерка. Рано једног јутра, Кеј, неспособна да заспи јер је Клем још увек одсутан, одлута до пристаништа. Изненађена је када открије рањеног немачког пилота како се крије у њеној башти, а он је уводи у кућу под нишаном. Она га храни, и мирно га разоружа када се сруши, те позива полицију. Убрзо након тога, Клем се враћа кући, исцрпљен, из Денкерка.
Леди Белдон посећује Кеј како би покушала да је убеди да одговори Вина од брака са Керол због релативно младости њене осамнаестогодишње унуке. Кеј је подсећа да је и она била млада када се са шеснаест година удала за свог покојног мужа. Леди Белдон признаје пораз, схватајући узалудност покушаја да заустави брак. Керол се удаје за Вина, постајући још једна госпођа Минивер, а њих двоје се враћају са меденог месеца у Шкотској. Током ваздушног напада, Кеј и њена породица налазе уточиште у свом склоништу у башти, где покушавају да одврате мисли од бомбардовања читајући Алису у земљи чуда. Једва преживљавају јер једна бомба уништава део куће.
На годишњој сеоској изложби цвећа, леди Белдон занемарује одлуку судија да је њена ружа победник. Уместо тога, она објављује да је ружа „Госпођа Минивер”, коју је пријавио локални шеф станице, господин Балард, однела победу, а њена сопствена ружа добија другу награду. Док се оглашавају сирене за ваздушни напад и сељани се склањају у склоништа, Кеј и Керол возе Вина да се придружи његовој ескадрили. На путу кући, виде како немачки авион губи у окршају и пада. Схвативши да је Керол рањена митраљеском ватром из авиона, Кеј је враћа у кућу, где умире.
Сељани се окупљају у оштећеној цркви где њихов викар у беседи потврђује њихову одлучност:
Ми смо у овом тихом кутку Енглеске претрпели губитак нама веома драгих пријатеља, неких блиских овој цркви. Џорџ Вест, дечак из хора. Џејмс Балард, шеф станице и звонар, као и поносни победник Белдон купа са својом предивном Минивер ружом само сат времена пре своје смрти. И наша срца саосећају са две породице које деле окрутан губитак младе девојке која се удала на овом олтару пре само две недеље. Домови многих од нас су уништени, а животи младих и старих су одузети. Једва да постоји домаћинство које није погођено у срце. А зашто? Сигурно сте себи поставили ово питање? Зашто би, по свој савести, они морали да пате? Деца, старци, млада девојка на врхунцу своје љупкости? Зашто они? Јесу ли ово наши војници? Јесу ли ово наши борци? Зашто их треба жртвовати?

Рећи ћу вам зашто. Јер ово није само рат војника у униформама. То је и рат народа, свих људи. И он се мора водити не само на бојном пољу, већ у градовима и селима, у фабрикама и на фармама, у дому и срцу сваког човека, жене и детета који воли слободу. Па, сахранили смо наше мртве, али их нећемо заборавити. Уместо тога, они ће нас инспирисати несаломивом одлучношћу да ослободимо себе и оне који долазе после нас од тираније и терора који прете да нас сруше. Ово је Народни рат. То је наш рат. Ми смо борци. Боримо се онда! Боримо се са свиме што је у нама! И нека Бог брани оно што је праведно.
Леди Белдон сама седи на црквеној клупи своје породице. Вин се долази крај ње и заједно деле тугу, док присутни у цркви певају „Напред, хришћански војници”. У међувремену, британски авиони лете изнад цркве да се суоче са непријатељом.

## Улоге
| Глумац           | Улога               |
| ---------------- | ------------------- |
| Грир Гарсон      | госпођа Кеј Минивер |
| Волтер Пиџон     | Клем Минивер        |
| Тереза Рајт      | Керол Белдон        |
| Меј Вити         | леди Белдон         |
| Реџиналд Овен    | Фоли                |
| Хенри Траверс    | Џејмс Балард        |
| Ричард Неј       | Вин Минивер         |
| Хенри Вилкоксон  | викар               |
| Кристофер Северн | Тоби Минивер        |
| Бренда Форбс     | Гледис              |
| Клер Сандерс     | Џуди Минивер        |
| Мари Де Бекер    | Ејда                |
| Хелмут Дантин    | немачки авијатичар  |
| Џон Абот         | Фред                |
| Кони Лион        | Симпсон             |

## Награде и номинације
Филм је освојио укупно шест Оскара и био је био номинован у још толико категорија исте награде.
| Награда | Категорија                      | Номиновани                                              | Исход      |
| ------- | ------------------------------- | ------------------------------------------------------- | ---------- |
| Оскар   | Најбољи филм                    | Сидни Френклин (за Metro-Goldwyn-Mayer)                 | Освојено   |
| Оскар   | Најбољи режисер                 | Вилијам Вајлер                                          | Освојено   |
| Оскар   | Најбољи глумац                  | Волтер Пиџон                                            | Номинација |
| Оскар   | Најбоља глумица                 | Грир Гарсон                                             | Освојено   |
| Оскар   | Најбољи споредни глумац         | Хенри Траверс                                           | Номинација |
| Оскар   | Најбоља споредна глумица        | Меј Вити                                                | Номинација |
| Оскар   | Најбоља споредна глумица        | Тереза Рајт                                             | Освојено   |
| Оскар   | Најбољи сценарио                | Џорџ Фрешел, Џејмс Хилтон, Клодин Вест и Артур Вимперис | Освојено   |
| Оскар   | Најбоља фотографија – црно-бела | Џозеф Рутенберг                                         | Освојено   |
| Оскар   | Најбоља монтажа                 | Харолд Ф. Крес                                          | Номинација |
| Оскар   | Најбољи звук                    | Даглас Ширер                                            | Номинација |
| Оскар   | Најбољи специјални ефекти       | А. Арнолд Гилеспи, Ворен Њуком и Даглас Ширер           | Номинација |